# Radersdorf (Kühbach)
Radersdorf ist ein Gemeindeteil des Marktes Kühbach im Landkreis Aichach-Friedberg.
Der Ort mit der topografischen Angabe Dorf liegt auf der Gemarkung Haslangkreit und ist nicht identisch mit dem Kühbacher Gemeindeteil Radersdorf auf der Gemarkung Unterbernbach.

## Geschichte
Radersdorf war ursprünglich ein Gemeindeteil der Gemeinde Haslangkreit und kam bei deren Auflösung am 1. Januar 1978 zum Markt Kühbach. Die Bahnstation Radersdorf wurde im Gemeindegebiet von Unterbernbach errichtet, weshalb der neue Ort des Bahnhofs so wie das naheliegende Dorf ebenfalls Radersdorf genannt wurde. Am 1. Januar 1978 kam über die Auflösung der Gemeinde Unterbernbach auch deren Gemeindeteil Radersdorf zum Markt Kühbach.
Einwohnerentwicklung
| Jahr          | 1871 | 1925 | 1950 | 1970 | 1987  |
| Einwohnerzahl | 53   | 84   | 98   | 137  | 175   |
| Quelle        |      |      |      |      | [ 6 ] |

## Wirtschaft und Infrastruktur

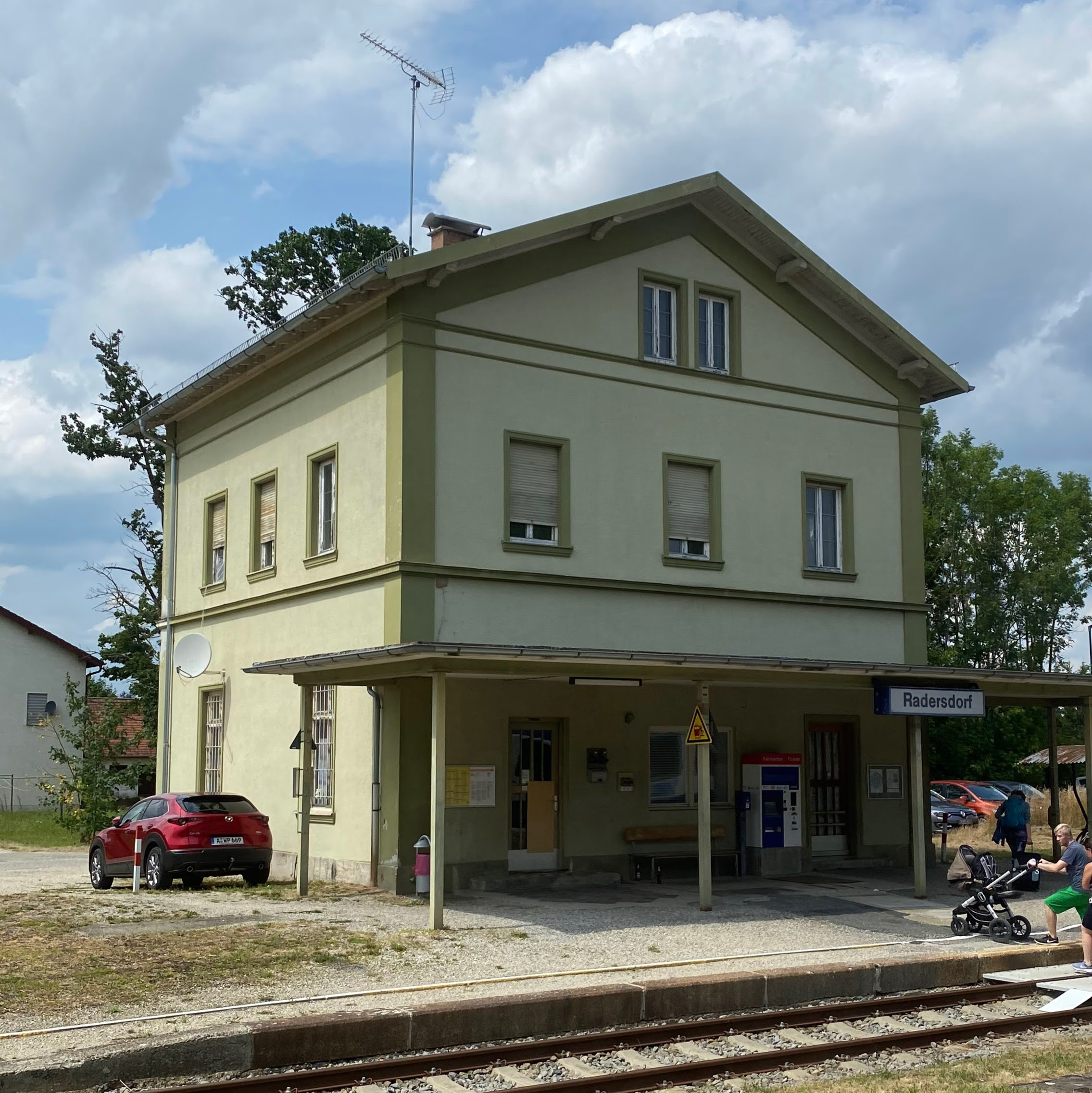
Bahnhof Radersdorf

### Verkehr
Seit 1875 sind Radersdorf und seine Umgebung an das Eisenbahnnetz angeschlossen. Heute fährt die Paartalbahn im Stundentakt über Aichach nach Augsburg und über Schrobenhausen nach Ingolstadt. Außerdem ist sie seit 1989 verknüpft mit dem AVV und die letzte Haltestelle im AVV-Bereich auf der Bahnstrecke. Für das Umsteigen vom Auto auf den Zug sind einige Parkplätze am Bahnhof vorhanden.
Die Bundesstraße 300 ist in wenigen Minuten mit dem Auto zu erreichen.
Die nächsten Flugplätze sind der Verkehrslandeplatz Augsburg und der Flughafen München (ca. eine Stunde Fahrzeit).